# Aleksandra Urbańczyk
Aleksandra Urbańczyk-Olejarczyk (née le 13 novembre 1987 à Łódź en Pologne) est une nageuse polonaise spécialiste des épreuves de quatre nages.

## Palmarès

### Championnats du monde

#### En petit bassin
| Épreuve / Édition | Istanbul 2012  |
| 50 m dos          | Bronze 26 s 50 |

### Championnats d'Europe

#### En petit bassin
| Épreuve / Édition | Petit bassin         | Petit bassin         | Petit bassin         | Petit bassin        | Petit bassin         | Petit bassin   |                |
| Épreuve / Édition | Vienne 2004          | Trieste 2005         | Helsinki 2006        | Debrecen 2007       | Szczecin 2011        | Herning 2013   | Netanya 2015   |
| 50 m dos          |                      |                      |                      |                     |                      | Argent 26 s 31 | Argent 26 s 27 |
| 100 m 4 nages     | Or 1 min 0 s 75      |                      |                      | Argent 1 min 0 s 53 |                      |                |                |
| 200 m 4 nages     | Argent 2 min 10 s 64 | Argent 2 min 11 s 11 | Bronze 2 min 10 s 89 |                     |                      |                |                |
| 4 × 50 m 4 nages  |                      |                      |                      |                     | Bronze 1 min 48 s 70 |                |                |